# Keith Flint
Keith Charles Flint (17. september 1969 – 4. marts 2019) var en engelsk sanger, sangskriver og danser, der bedst var kendt som forsanger i Electronica/big beat-bandet The Prodigy, som han var med til at danne i 1990.

## Død
Den 4. marts 2019, efter bekymringer for hans helbred, blev politiet kaldt ud til Flints hjem, hvor han blev fundet død. Politiet behandlede ikke hans død som mistænkelig.